# Друсино
Друсино — деревня в Бежаницком районе Псковской области. Входит в состав сельского поселения муниципальное образование «Чихачёвская волость».
Расположена в 45 км (или в 62 км по дорогам) к северу от райцентра, посёлка Бежаницы, и в 7 км к востоку от волостного центра, села Чихачёво.

## Население
Численность населения по оценке на 2000 год составляла 22 жителя.